# Микита Швачка
Микита Степанів Швачка (1728 — після 1795) — козацький полковник, запорожець, один із очільників Коліївщини.

## Біографічні відомості
Родом він був, за різними даними — з Обухова, Звенигородки, Канева чи Черкаського староства.
Згідно з російським офіційним рапортом про полонення та у збереженій судово-слідчій записці про «справу Швачки» ім'я Швачки — Микита. В усіх попередніх матеріалах подано, що Швачка звався на ім'я Яків. З огляду на те, що персональні дані до протоколу були подані самим Швачкою, дослідники прийняли його ім'я і прізвище в період участі в Коліївщині — Микита Швачка.
Микита Швачка описаний у згаданому рапорті як «літ 40, росту низького, волосся темно-русяве, очі ясно-карі, довголиций». Певний час був козаком Нової Січі. Умів читати та писати. Але, коли саме він опинився на Запорожжі, яке мав прізвище по батькові і яке прізвище він мав на Січі, не відомо.

## Коліївщина
Восени 1767 року перейшов у Правобережну Україну під час продажу запорожцями солі в Речі Посполитій. Був отаманом Канівського куреня в загоні Семена Неживого. В інших джерелах подано, що Швачка був у гурті тих кільканадцяти запорожців, які прийшли з Січі разом із Залізняком. За П. Мірчуком, Швачка належав до тих чотирьох провідників коліївського повстання, які те повстання разом із Залізняком планували і якому згідно із планом повстанських дій було призначено керувати діями на ширшому терені.
У складі повстанського війська захопив Жаботин, Черкаси, Смілу. Брав участь у здобутті канівського замку разом із Семеном Неживим. До Канева йшов окремо від Неживого. Згідно зі свідченнями останнього, він 
| «посылал из своих казаков бывшаго прежде запорожским казаком, прозываемом Швачку, з десятью полскими казаками до полского села Ходорова на ярморок для усмирения народа от междуусобного забойства, кои за отлучкою поляков, не имея над собою власти, как известно было, друг друга убивали. И как оной Швачка поехал, то уже обратно к нему и не возвращался»[1]. |
Пізніше діяв у районі Ржищева, а неподалік Василькова об'єднався із загонами Андрія Журби та Івана Бондаренка.
Петро Мірчук так оповідає про терени діяльності Микити Швачки: 
| Швачці було призначено район Білої Церкви, в якому оперував колись славний козацький полковник Семен Палій. У свій район дії маршував Швачка зразу із головним повстанським відділом під командуванням полк. Максима Залізняка, беручи участь у перших повстанських боях. Щойно після здобуття Богуслава, коли Залізняк скерував свій марш на захід, Швачка із своїм заступником Андрієм Журбою відділився від Залізняка й помаршував із своїм відділом на північ. Його відділ у тому часі, як це подав на слідстві Дем'ян Чернявщенко, мав 10 запорозьких козаків і 200 «польських», тобто надвірних українських козаків, що приєдналися до повстання разом із поручником Копиткевичем. До того основного ядра стали горнутися українці не тільки з тієї частини «польської» України, де оперували повстанські загони Швачки. Мешканець Києва Чернишенко оповідає на допиті, що після вибуху повстання до Києва прибув посланець Швачки, запорожець Василь, із завданням збирати охочих до повстання. На його заклик відгукнулося 50 молодих українців із Києва, які прокралися через бережений російським військом кордон і з'єдналися із Швачкою. А на території Запоріжжя власник козацького зимівника Максимів зорганізував відділ із 40 душ і, перейшовши кордон, помаршував у Білоцерківщину, де з'єднався з отаманом Швачкою. У скорому часі частина полковника Швачки зросла до тисячі повстанців. Про цей повстанський загін маємо виразні свідчення, що він складався із запорожців зі Січі, запорожців із зимівників, українських козаків польської надвірної міліції, правобережних українських селян, українських міщан із Києва тощо. Швачка поділив свої повстанські сили на сотні й у скорому часі прочистив від поляків район між Богуславом, Білою Церквою, Васильковом, доходячи на заході до Бердичева й Житомира. У Трипіллі над Дніпром Швачка мав бій з російською частиною, яка стала в обороні поляків. Змусивши боєм ту частину відступити за російський кордон, Швачка завернув до Фастова і тут зробив свою квартиру. На початку липня Швачка розділив свою частину: Журба із трьома сотнями як їх комендант, отже полковник, подався далі на захід, а Швачка переніс свою квартиру до Богуслава. |
Швачка зі своїм помічником Журбою — каже Гермайзе — займалися не тільки військовими операціями, а й вели інтенсивне листування із представниками польської та російської влади. Так, 20 червня, підійшовши під Білу Церкву, вони пишуть в листі комендантові Білої Церкви, що «Ваша милость удержує руку за ляшеньками». Вони додають, що діють за дорученням «нашого полковника Залізняка», кошового і «єя в-ва і-ці». Вживані в листах фрази на адресу цариці ніщо інше, як вживані скрізь у світі дипломатичні хитрування.
Згідно зі свідченнями очевидців загін Швачки, відійшовши від Білої Церкви «прийшов до Гребінок, далі пішов до Фастова з козаками Гребіницькими, Білоцерківськими. Було їх близько ста…» У Фастові Швачка заявив, що діє відповідно до указів російської імператриці Катерини II.
28 червня 1768 р. М. Швачка висилав трьох посланців до російського генерал-губернатора Воєйкова в Київ із закликом приєднатися до повстання. Воєйков заарештував усіх трьох, як злочинців і бунтівників, але після консультації з царицею Катериною відіслав одного з них до Фастова з повідомленням про негативну поставу російського уряду до Коліївщини й закликом, щоб Швачка й Журба з усіма повстанцями здалися російському військові.
Швачка й Журба відкинули цю вимогу, продовжуючи діяти як командири незалежної української повстанської армії.
Після захоплення Максима Залізняка та Івана Гонти 1 або 2 липня 1768 року очолив повстання надвірних козаків на козацькій раді у Фастові. Замість здаватися москалям, повстанці почали поширювати між українським народом відозву з застереженням, що Росія є таким самим ворогом українського народу, як і Польща.
5—6 липня 1768 р. Микита Швачка керував облогою Білої Церкви, де перебувало московське військо.
На доручення генерал-губернатора Воєйкова проти Швачки й Журби був висланий Московський карабінерний полк під командою полковника Протасова. Російське військо оточило квартиру Швачки з частиною його війська в районі Богуслава. Скільки повстанців мав тоді Швачка при собі — невідомо. Але й тепер він рішуче відкинув вимогу москалів здатися. В народній пісні співається про це:
"Крикнув Швачка на осавула: «Із коней додолу!
Ох, не даймося, панове молодці, Ми москалям в неволю».
9 липня 1768 пораненим був захоплений у полон солдатами Московського карабінерного полку поблизу м. Богуслав. Разом із 68-ма полоненими козаками та «двома знаменами» відправлений до Києва в розпорядження київського генерал-губернатора Ф. Воєйкова. Був згаданий в указі російської імператриці Катерини II від 12 липня 1768 кошовому отаману П. Калнишевському про приборкання запорожців-гайдамаків.
Повстанська старшина, після захоплення Швачки, перейшла під командування Івана Бондаренка.

## Полон і заслання
Подальша доля полковника Микити Швачки така сама, як й інших повстанських отаманів, що попали до рук москалів. Після слідчих допитів у київській військовій тюрмі, наприкінці серпня 1768 р. російська окупаційна влада Лівобережної України засудила його на кару смерті, зі заміною на 150 ударів батогом, випалення розпеченим залізом на чолі й обидвох щоках тавра каторжника, виривання ніздрів і заслання на довічні важкі роботи в сибірській каторзі. Присуд Швачці і 28 іншим повстанцям мав бути виконаний у Васильківському форпості. Ця група була вислана з київської тюрми 24 вересня 1768 р. під охороною відділу Сєвського піхотного полку під командою підпоручника Урбановича. Через чотири дні командир Васильківського форпосту рапортував генерал-губернаторові Воєйкову: «Швачка с товарищами присужденное им наказание у Васильковского форпоста при границе в присутствие моем через отправленного Киевской губернской канцелярией палача Леонова учинено». Після цього Швачку з іншими відставлено до Сибіру.
2 липня 1770 р. він обвінчався у двопрестольній Введенській Миколаївській церкві міста Тобольська з Домнікою Єфремовою. У жовтні того року в Омській фортеці зарахований до сибірського козацтва і відправлений на поселення в фортецю Святого Петра (нині — Петропавловськ, центр Північноказахстанської області Республіки Казахстан). Микиту Степанового Швачку знаходимо в списку «из регулярного воиска отставных на своем пропитании» Ревізької казки № 5 «Тобольского наместничества Ишимской округи Петропавловской волости крепости Петропавловской», датованій 3 квітня 1795 р. На сьогодні це найпізніша згадка про учасника Коліївщини на засланні.

## Твори про Микиту Швачку

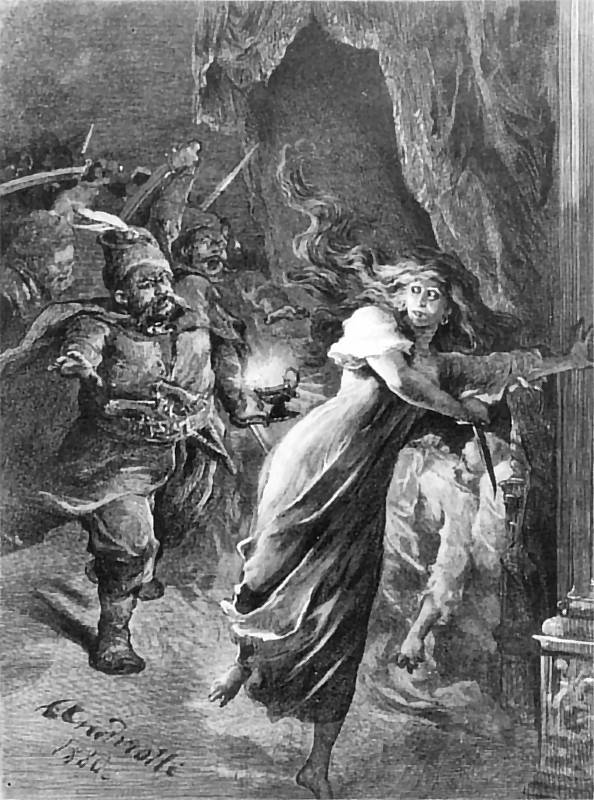
Микита Швачка женеться за Орликою. Ілюстрація Міхала Андріоллі до поеми Северина Гощинського «Канівський замок»

Швачка герой народних пісень («Ой поїжджає по Україні та козаченько Швачка») і вірша Тараса Шевченка «Швачка».
Головні джерела творів — народні пісні про ватажків повстання М. Швачку та І. Бондаренка. Варіанти фрагментів з пісень про Швачку «Гей, хвалився та козак Швачка…» й «Ой не буде краще та не буде ліпше…» Шевченко використав як епіграф до розділу «Гонта в Умані» в поемі «Гайдамаки». У щоденнику в записі від 11 липня 1857 р. поет згадує іншу пісню про Швачку (можливо, це був один із варіантів відомої пісні «Ой, виїхав із Гуманя козаченько Швачка…»): «После ужина я долго гулял вокруг огорода. И, мало-помалу освобождаясь от влияния самолюбия, привел, наконец, свой гордый дух в нормальное состояние и тихо запел гайдамацкую песню:
Ой поїзжає по Україні та козаченько Швачка…
От этой любимой моей песни я незаметно перешел к другой…».
Микита Швачка — один із головних героїв повісті Северина Гощинського «Канівський замок».
Микита Швачка один із головних героїв трилогії про Коліївщину Віталія Кулаковського і Петра Сиченка: «Ой гук, мати, гук» (К., 1972), «Ріки виходять з берегів» (К., 1985; тут Микита Швачка — в центрі сюжету) та «Вітер з Холодного яру» (К., 2008).
2016 року побачила світ науково-популярна книга Євгена Букета «Швачка — фенікс українського духу», яка оповідає про кількох полководців на ймення Швачка, зокрема і про Микиту Швачку.

## Вшанування пам'яті
Вулиця Микити Швачки у місті Канів.